# Una semana en el motor de un autobús
Una semana en el motor de un autobús es el tercer disco de la banda granadina de pop Los Planetas, publicado el 13 de abril de 1998.
Según el crítico Jesús Llorente, "se trata no sólo del disco más importante publicado por un grupo nacido del indie, sino también uno de los mejores trabajos de pop en castellano desde que el pop en castellano existe". Un disco que desde el primer momento consigue despertar pasiones tanto en la prensa especializada como en los fanes del grupo.
La revista Rockdelux lo eligió como mejor disco de 1998, segundo mejor disco de la década de los 90 y 18º mejor disco nacional del siglo XX. Los críticos de Babelia, suplemento cultural del diario El País, lo seleccionan en el puesto décimo primero de "Los 50 mejores discos españoles del último medio siglo".
Alcanzó el puesto 20 en la lista de ventas españolas. A julio de 2014 se han vendido unas 50.000 copias de este disco.
Para celebrar el decimoquinto aniversario, el grupo tocó el disco íntegro el 25 de mayo de 2013 en el festival Primavera Sound de Barcelona y el 1 de junio del mismo año en la edición del festival celebrada en Oporto.
Con motivo del vigésimo aniversario del disco, Los Planetas lo interpretan íntegramente con acompañamiento de músicos clásicos dentro de su Gira XX aniversario.

## Grabación
Brad Wood (colaborador, entre otros de Sunny Day Real Estate, Placebo o Liz Phair) fue la primera opción como productor del disco, pero por incompatibilidad de fechas (Brad fue contratado para colaborar en el álbum Adore de The Smashing Pumpkins), se recurrió de nuevo a Kurt Ralske (productor de Pop).
A finales de 1997, el grupo, con las incorporaciones del escocés Kieran Stephen (bajo), y de Banin (teclados), y la confirmación de Eric Jiménez (batería), viajó hasta Nueva York para grabar el disco. Se registraron todos los instrumentos a la vez buscando, según el guitarrista Florent Muñoz, "la simbiosis de melodía y distorsión, que la melodía florezca sobre un fondo de guitarras, distorsiones y ambientes. (...) Con aquel disco aprendimos cómo se produce y decidimos que el siguiente álbum lo haríamos nosotros mismos siguiendo esa misma línea".

## Lista de canciones

### Edición enCD
1. Segundo premio 5:31
2. Desaparecer 4:03
3. La playa 4:01
4. Parte de lo que me debes 5:36
5. Un mundo de gente incompleta 4:44
6. Ciencia ficción 2:41
7. Montañas de basura 3:46
8. Cumpleaños total 3:07
9. Laboratorio mágico 3:55
10. Toxicosmos 7:41
11. Línea 1 4:13
12. La copa de Europa 9:33

### Edición en CD (segundo CD de la edición deluxe publicada en 2013)
1. Desaparecer (demo)
2. La playa (demo)
3. Mundo de gente incompleta (demo)
4. Ciencia ficción (demo)
5. Montañas de basura (demo)
6. Toxicosmos (demo)
7. Línea 1 (demo)
8. Algunos amigos (demo)

### Edición encasete
| Cara A 1. Segundo premio 5:31 2. Desaparecer 4:03 3. La playa 4:01 4. Parte de lo que me debes 5:36 5. Un mundo de gente incompleta 4:44 6. Ciencia ficción 2:41 | Cara B 1. Montañas de basura 3:46 2. Cumpleaños total 3:07 3. Laboratorio mágico 3:55 4. Toxicosmos 7:41 5. Línea 1 4:13 6. La copa de Europa 9:33 |

### Edición envinilo
Disco 1
| Cara A 1. Segundo premio 5:31 2. Desaparecer 4:03 3. La playa 4:01 | Cara B 1. Parte de lo que me debes 5:36 2. Un mundo de gente incompleta 4:44 3. Ciencia ficción 2:41 4. Montañas de basura 3:46 |

Disco 2
| Cara A 1. Cumpleaños total 3:07 2. Laboratorio mágico 3:55 3. Toxicosmos 7:41 | Cara B 1. Línea 1 4:13 2. La copa de Europa 9:33 |

### Reediciones 2011, 2013 y 2025
El sello discográfico de Jota, El Ejército Rojo, editó, con portada diseñada por Daniel D'Ors, el disco en doble vinilo de 180 gramos en febrero de 2011, bajo licencia de Sony Music Entertainment España y en edición limitada a 500 copias.
El 21 de mayo de 2013, con motivo del décimo quinto aniversario de la publicación del disco, Sony Music España reedita Una semana en el motor de un autobús en los siguientes formatos:
1. Edición vinilo. Doble vinilo de lujo de alto gramaje (180 gramos) en edición numerada y limitada, con código de descarga en mp3 del álbum completo en alta calidad. Es la primera edición que se publica para coleccionistas, con el diseño original de Javier Aramburu.
2. Edición CD. Doble CD con el diseño y máster originales. Incluye por primera vez las maquetas del álbum nunca publicadas ni escuchadas (Desaparecer, La playa, Un mundo de gente incompleta, Ciencia ficción, Montañas de basura, Toxicosmos, Línea 1, Algunos amigos), grabadas en el estudio de J en 1997.
3. Edición digital deluxe. Mismo contenido que la edición CD, masterizado a 24 bits para iTunes con una calidad óptima para reproductores mp3 y ordenadores.

El 7 de febrero de 2025 Sony Music España lanza al mercado una nueva edición en vinilo, siendo el quinto disco más vendido y el segundo vinilo más vendido en España esa semana.

## Sencillos
| Orden | Título           | Fecha de Edición | Discográfica    |
| ----- | ---------------- | ---------------- | --------------- |
| 1     | Segundo premio   | 1998             | RCA, BMG Ariola |
| 2     | Cumpleaños total | 1998             | RCA, BMG Ariola |
| 3     | La playa         | 1998             | RCA, BMG Ariola |

## Créditos
Los Planetas: J, Florent, Kieran Stephen y Eric Jiménez.
Con: Banin, Jesús Izquierdo y Kurt Ralske.
Grabado y producido por Kurt Ralske en Zabriskie Point N.Y.C. en enero de 1998.
Mezclado por Ángel Martos y Kurt Ralske en Red Led Madrid en febrero de 1998.
Ilustraciones y diseño: Javier Aramburu.
A&R: David López (Limbo Starr)

## Significado de algunas canciones e influencias
En una entrevista a la revista Rockdelux, Jota y Florent daban la explicación títulos de algunas canciones:
- Línea 1

(J): El autobús que sube al polígono donde Florent vivía antes, es una alegoría a las drogas y dónde se sube en Granada a "pillarlas".
- La copa de Europa

(J): Cuando Koeman tiró la falta esa, mientras el balón iba por el aire, me pasaron todas esas ideas por la cabeza. Eso es lo más grande ser feliz: La Copa de Europa. El disco empieza con Segundo premio; Si no te tengo, pero al menos puedo hacerte daño, ya sirve para algo. Ese es el segundo premio, y después de todo lo que le pasa al supuesto personaje durante el disco gana la Copa de Europa, que es algo así como descubrir la verdad. Ese es el primer premio.
Santi Carrillo, director de Rockdelux, cuenta de Segundo premio: "Los Planetas eligieron el título de esta canción después de quedar segundos en un concurso de maquetas de nuestra revista en 1993, por debajo de Australian Blonde".
Jota desvela en la Emisión telepática aleatoria universal (nombre de la sección con la que colaboró con la emisora en línea Radio Gladys Palmera hasta diciembre de 2013) difundida el 30 de mayo de 2013, canciones que inspiraron temas de Una semana en el motor de un autobús:
- Smoke Signals del primer disco de Magnetic Fields, Distant Plastic Trees (Red Flame, 1991), inspiró la melodía de Segundo premio.
- Blue Flower (In Ribbons, 4AD, 1992) de Pale Saints, inspiró parte de la letra de Segundo premio.
- El sonido All This I've Done for You (Candy Apple Grey, Warner Bros., 1986) de Hüsker Dü se refleja en Desaparecer.
- 5/4 del segundo disco de Sunny Day Real Estate sirve de inspiración para Parte de lo que me debes.
- Se coge parte de la letra de Kaleidoscope (Emergency Third Rail Power Trip, Restless Records, 1986) de Rain Parade para la letra de Parte de lo que me debes.
- La melodía de Cumpleaños total se basa en el tema de Beef Rebelde sin caspa (Tongues, Acuarela Discos, 1995).
- Superchunk también sirve de influencia para Cumpleaños total, Skip Steps 1 & 3 (No Pocky for Kitty, Matador Records, 1991) es la canción que Jota pone como ejemplo.
- Frases de la canción de The Chills Rolling Moon (cara A de single publicado por Flying Nun Records en 1982) se reflejan en Toxicosmos.
- Línea 1 tiene su melodía inspirada en Bizarre Love Triangle (Factory, 1986) de New Order.
- La melodía de La copa de Europa se basa en la del tema de Robyn Hitchcock and the Egyptians Glass (Fegmania!, Midnight Music, 1985).

## LibroUna semana en el motor de un autobús: La historia del disco que casi acaba con Los Planetas
El periodista Nando Cruz publicó en mayo de 2011 el libro Una semana en el motor de un autobús: La historia del disco que casi acaba con Los Planetas (Editorial Lengua de Trapo), libro que se inicia con un prólogo de la cantante mexicana Julieta Venegas y se clausura con un epílogo del escritor extremeño Julián Rodríguez y que recibió el premio a la "Mejor obra literaria" en los Premios de la Música Independiente organizados el 25 de junio de 2012 por la Unión Fonográfica Independiente.

## Disco homenajeBienvenido a los 90 presenta: Una semana en el motor de un autobús
En 2018 Bienvenido a los 90, un podcast musical dirigido por Roberto Martínez y centrado en los años 90, publica en Bandcamp todo el álbum versionado por varios artistas nacionales:
1. Segundo premio (Los Pinches Planetas) 05:06
2. Desaparecer (Látigo Mantra) 05:00
3. La playa (Manu Solís) 03:22
4. Parte de lo que me debes (Manu Solís & Miriam Faraj) 05:32
5. Un mundo de gente incompleta (Rovalher) 04:19
6. Ciencia ficción (Cala Vento) 02:48
7. Montañas de basura (Furinyaki Players) 03:19
8. Cumpleaños total (Tu Otra Bonita) 03:24
9. Laboratorio mágico (Lämpara) 02:55
10. Toxicosmos (Fizzy Soup) 04:44
11. Linea 1 (Mountrouge) 03:08
12. La Copa de Europa (Vidal) 07:57

## Segundo premio, una película basada en el proceso de creación deUna semana en el motor de un autobús
En 2020 se anticipa el rodaje de la película Segundo premio por Jonás Trueba. En 2023 se anuncia que el director será Isaki Lacuesta, la película está "ambientada en Granada a finales de los años 90" y se inspira en "en la historia de un grupo de música independiente".
La sinopsis del film reza: "Granada, finales de los 90. En plena efervescencia artística y cultural, un grupo de música indie vive su momento más delicado. Afrontan su tercer disco. Nadie sabe que ese álbum cambiará para siempre la escena musical de todo el país. Esta (no)es una película sobre los Planetas".
La película, codirigida por Pol Rodríguez, compitió en la Sección Oficial del Festival de Málaga de 2024,  obteniendo la Biznaga de Oro a mejor película y las Biznagas de Plata a mejor dirección (Isaki Lacuesta y Pol Rodríguez) y mejor montaje (Javier Frutos). El 4 de abril de 2024 inaugura el D'A Film Festival (Barcelona),estrenándose en salas el 24 de mayo del mismo año.
La Academia de las Artes y las Ciencias Cinematográficas de España seleccionó la película para representar en 2024 a España en la categoría de mejor película internacional de los premios Óscar.  (las otras dos películas preseleccionadas habían sido La estrella azul y Marco).
El reparto está encabezado por Daniel Ibáñez Rodríguez (interpreta a "El Cantante", trasunto de J), Francisco Martín Ocete "Cristalino" (interpreta a "El Guitarrista", trasunto de Florent), Stéphanie Magnin Vella (May), Mario Fernández Olmedo "Mafo" ("El Batería", trasunto de Eric), Javier "Chesco" Ruiz ("El Bajista"), Daniel Molina ("El Teclista", trasunto de Banin), David Alcalá Fraile ("El Pipa", trasunto de Migueline) y Eduardo Rejón.    El reparto también incluye a Julen Clarke (trasunto de Kurt Ralske, el productor de Una semana en el motor de un autobús).
Los propios actores interpretan las canciones de Los Planetas que suenan en la película, con los arreglos de Alonso Díaz Carmona. Estas son:
1. De viaje (interpretada por Daniel Ibáñez, Cristalino, Mafo y Chesco Ruíz).
2. Punk (interpretada por Daniel Ibáñez, Cristalino, Mafo y Chesco Ruíz).
3. Toxicosmos (interpretada por Daniel Ibáñez, Cristalino, Mafo y Chesco Ruíz).
4. Línea 1 (interpretada por Daniel Ibáñez, Mafo, Chesco Ruíz y Daniel Molina).
5. Parte de lo que me debes (interpretada por Daniel Ibáñez, Cristalino, Mafo y Chesco Ruíz).
6. La copa de Europa (interpretada por Daniel Ibáñez, Cristalino, Mafo y Chesco Ruíz).
7. Qué puedo hacer (interpretada por Daniel Ibáñez y Cristalino).
8. La caja del diablo (interpretada por Daniel Ibáñez, Cristalino, Mafo y David Alcalá).
9. Cumpleaños total (interpretada por Daniel Ibáñez, Cristalino, Mafo y Chesco Ruíz).
10. Desaparecer (interpretada por Daniel Ibáñez, Mafo, Chesco Ruíz y Daniel Molina).
11. Segundo premio (interpretada por Daniel Ibáñez, Cristalino, Mafo, Chesco Ruíz y Daniel Molina).

## Gira XX aniversario

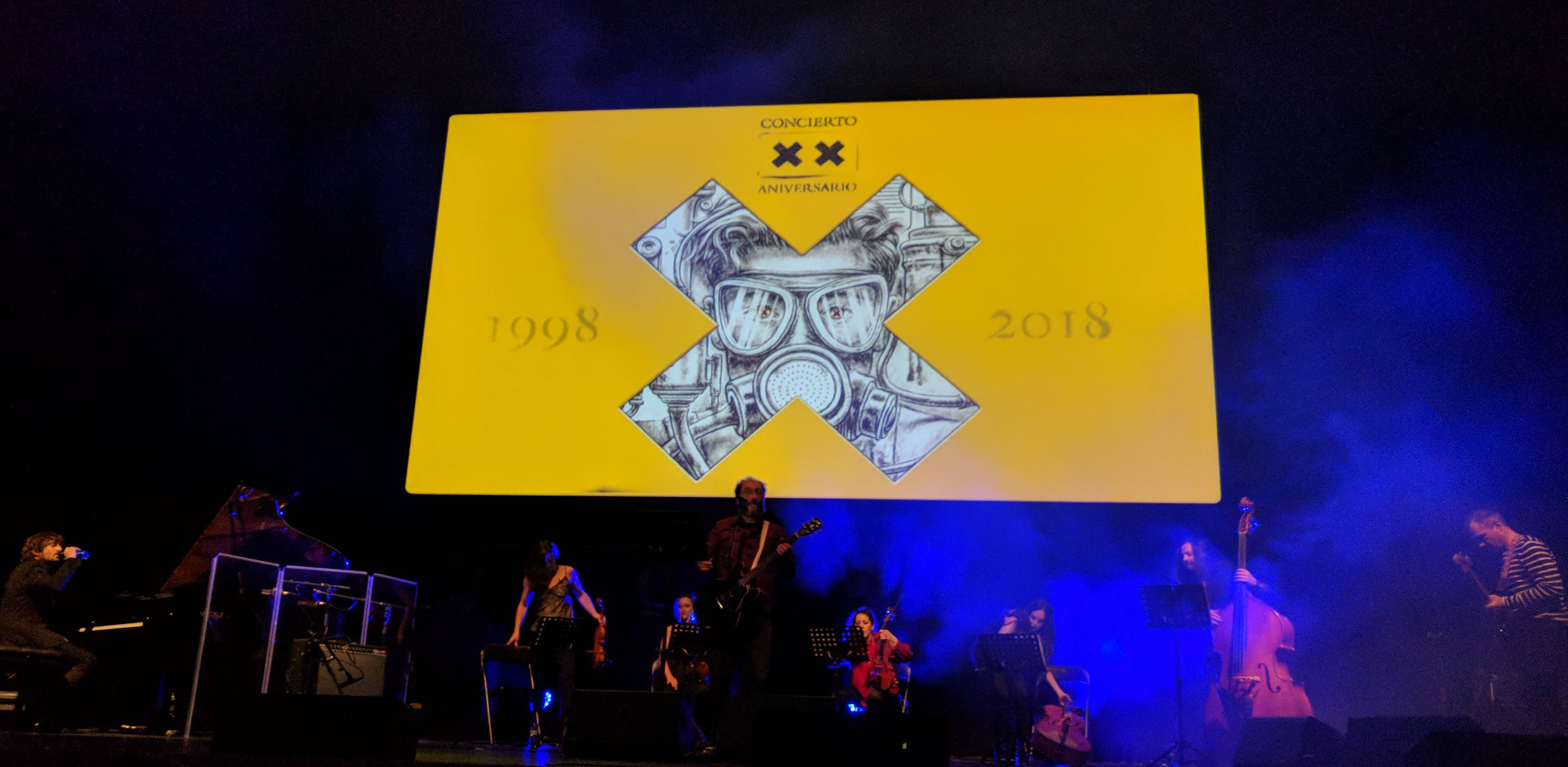
Los Planetas tocando en directo Una semana en el motor de un autobús en el Auditorio do Mar (Vigo, 24 de noviembre de 2018)

A lo largo de 2018 y 2019, Los Planetas programan varias actuaciones para celebrar el vigésimo aniversario de su tercer álbum:
- 13 de junio de 2018: presentación del proyecto en la Sala Joy Eslava (Madrid), junto a un cuarteto de cuerdas.[33]
- 21 y 22 de septiembre de 2018: Auditorio Manuel de Falla (Granada) junto a la Orquesta Ciudad de Granada y el Coro OCG.[33][34][35]
- 10 de noviembre de 2018: L'Auditori (Barcelona), junto al quinteto de cuerda Cosmotrío y David Montañés al piano, dentro del Festival Mil·lenni.[36]
- 17 de noviembre de 2018: Palau de la Música (Valencia), junto al quinteto de cuerda Cosmotrío y David Montañés al piano, dentro del Festival Deleste.[37]
- 24 de noviembre de 2018: Auditorio Mar (Vigo), junto al quinteto de cuerda Cosmotrío y David Montañés al piano.[38]
- 14 de junio de 2019: Festival Jardins de Pedralbes (Barcelona), con orquesta y coros.[39]
- 22 de junio de 2019: Noches del Botánico (Madrid), con orquesta y coros.[40]

Varios de estos conciertos cuentan con visuales a cargo del artista gráfico Max.

## Uso en medios
- La copa de Europa suena en la banda sonora de la película La habitación de Fermat (2007).[42]
- Segundo premio suena en los créditos iniciales de la película No controles (Borja Cobeaga, 2010).[43]
- Segundo premio también aparece en Emboscar al embrión, sexto capítulo de la tercera temporada de la serie de televisión Sky rojo (Óscar Pedraza, 2023).[44]